# Gesamtkostenaufstellung
Die Gesamtkostenaufstellung enthält alle Kosten, die beim Erwerb oder Bau einer Immobilie entstehen, wie die Anschaffungskosten (Kaufpreis und Nebenkosten), die im Finanzierungsplan enthaltenen Eigen- und Fremdmittel und die Geldbeschaffungskosten.
Für Baukosten gibt es genaue Regelungen in Normen, wie die Kostengruppen gegliedert sind. Diese Werte sind z. B. wichtig für den Vergleich mehrerer Objekte oder Bauten. Anhand dieser vergleichbaren Kosten können dann grobe Richtwerte für zu erwartende Kosten errechnet werden, wie Errichtungskosten pro m² Bruttogeschossfläche oder m³ Bruttorauminhalt. Wichtig ist auch eine genaue Kenntnis des Objektes besonders bei Umbauten, Renovierungen oder technisch schwierigen Bauvorhaben. In solchen Fällen muss die Bauplanung möglichst alle unvorhersehbaren Fälle auszuschließen versuchen, z. B. durch genaue Untersuchung des Baugrundes oder der Bausubstanz. Auf jeden Fall sollten Reserven vorhanden sein.